# Leibnitz (Štýrsko)
Leibnitz (česky Lipnice; slovinsky Lipnica) je město v rakouské spolkové zemi Štýrsko. Je administrativním centrem stejnojmenného okresu. Žije zde přibližně 13 tisíc obyvatel.

## Geografie
Liebnitz se nachází v rakouské spolkové zemi Štýrsko, cca 33 km jižním směrem od města Graz, mezi řekami Mur a Sulm. Nejvyšší vrchol v obci je Kreuzkogel s výškou 496 n.m.

## Historie
Nejstarší písemná zmínka o obci je z roku 970, kde se uvádí informace o „civitas Lipnizza”. Název pochází ze staroslovinského slova Lipъnica (lipové sídliště).
V roce 1532 byla obec poničena tureckými nájezdy. Vysoký správní úřad Vizedomamnt Leibnitz existoval, až do roku 1595 a potom byl prodán štýrskému biskupovi Martinu Brennerovi.
Leibnitz patřil, až do poloviny 19. století do okresu Marburg. Vybudováním jižní železniční tratě z Vídně do Terstu v roce 1896, získal Leibnitz vnitrostátní dopravní spojení. Po roce 1898 začal hospodářský vzestup obce a vznikl samostatný okres Leibnitz.
Císař František Josef I. povýšil dne 27. dubna 1913 Leibnitz na město. K 1. lednu 2015 došlo k administrativnímu začlenění okolního bývalého města Kaindorf an der Sulm a obce Seggauberg do města Leibnitz.

## Partnerská města
- Gumpoldskirchen, Dolní Rakousko
- Mira, Itálie
- Pedra Badejo, Kap Verde